# Lariks-populierenroest
Lariks-populierenroest of 	Lork-populierroest (Melampsora larici-populina, syn.: Melampsora laricis-populina) is een heteroecische roest die behoort tot de familie Melampsoraceae. De roest is een van de populierenroesten en heeft vijf fysio's, E1, E2, E3, E4 en E5. Melampsora larici-populina heeft de lariks als tussenwaardplant. Op de lariks worden spermogonia en aecia gevormd en op de populier uredinia en telia.
De grauwe abeel heeft een goede weerstand en de zwarte populier een matige weerstand tegen Melampsora larici-populina. Bij de Canadese populier is de weerstand afhankelijk van het ras en varieert van slecht tot goed. De meeste rassen van de balsemhybriden hebben ook een goede weerstand tegen de fysio's E1 t/m E3 en matig tot voldoende tegen E4, terwijl die tegen E5 nog onbekend is.

## Levenscyclus
Vlak voor het afsterven van het blad worden aan de bovenkant van het blad telia (enkelvoud: telium) met teleutosporen gevormd. De teleutospore kiemt in het voorjaar en vormt een basidium met basidiosporen. De basidiospore infecteert een naald van de lariks en vormt daar een spermogonium met spermatiën en receptieve hyfen aan de bovenkant van de naald. Na bevruchting van een receptieve hyfe van het spermogonium door een spermatium met een ander paringstype wordt een aecidium met haploïde-dikaryotische aecidiosporen gevormd, die het blad van de populier in juni infecteren, waarna uredinia gevormd worden. Een uredinium vormt aan de onderkant van het blad de urediniosporen, die weer nieuwe infecties op de populierenbladeren geven. Vlak voor het afsterven van het blad gaan de uredinia over in telia, die de teliosporen vormen.

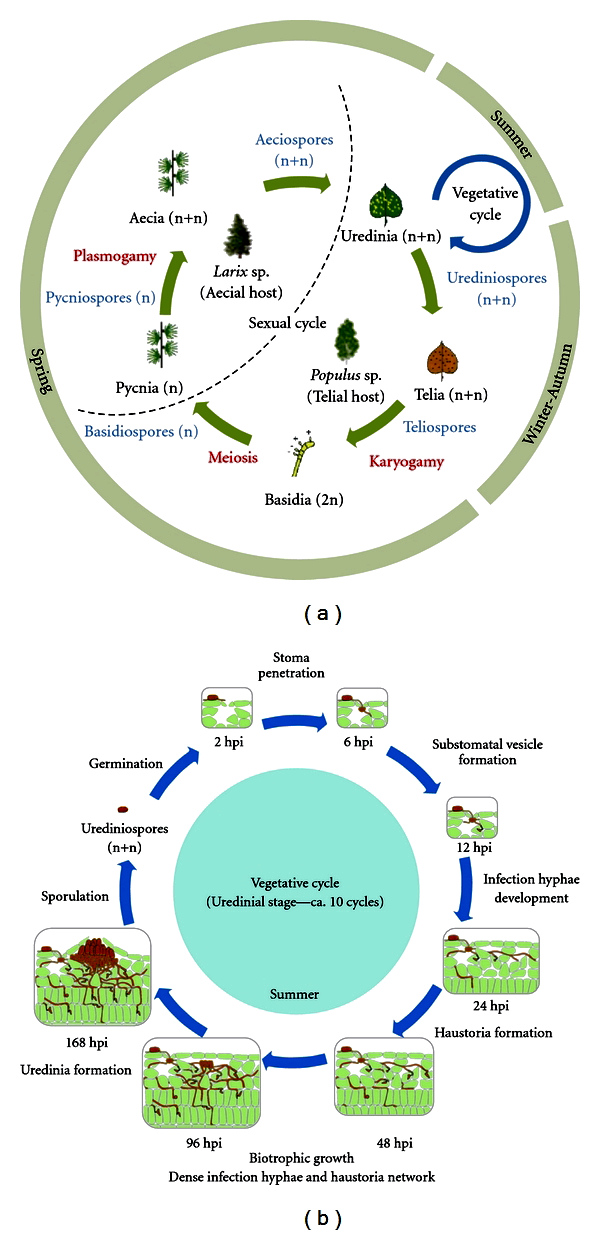
Schema levenscyclus. hpi=uren na infectie.

## Kenmerken
Spermogonia
Aecia
Uredinia
De gele, 1 mm grote uredinia komen overwegend voor op de achterkant van het blad.  De urediniosporen hebben een gestekelde wand met een gladde wand aan de top. Naast de uredinosporen komen er ook knotsvormige parafysen met aan de top een sterk verdikte wand voor.
Telia
De donkerbruine, subepidermale telia zitten op de achterkant van het blad. De teliosporen hebben de vorm van zeskantige zuilen en hebben een dunne wand.

## Fotogalerij

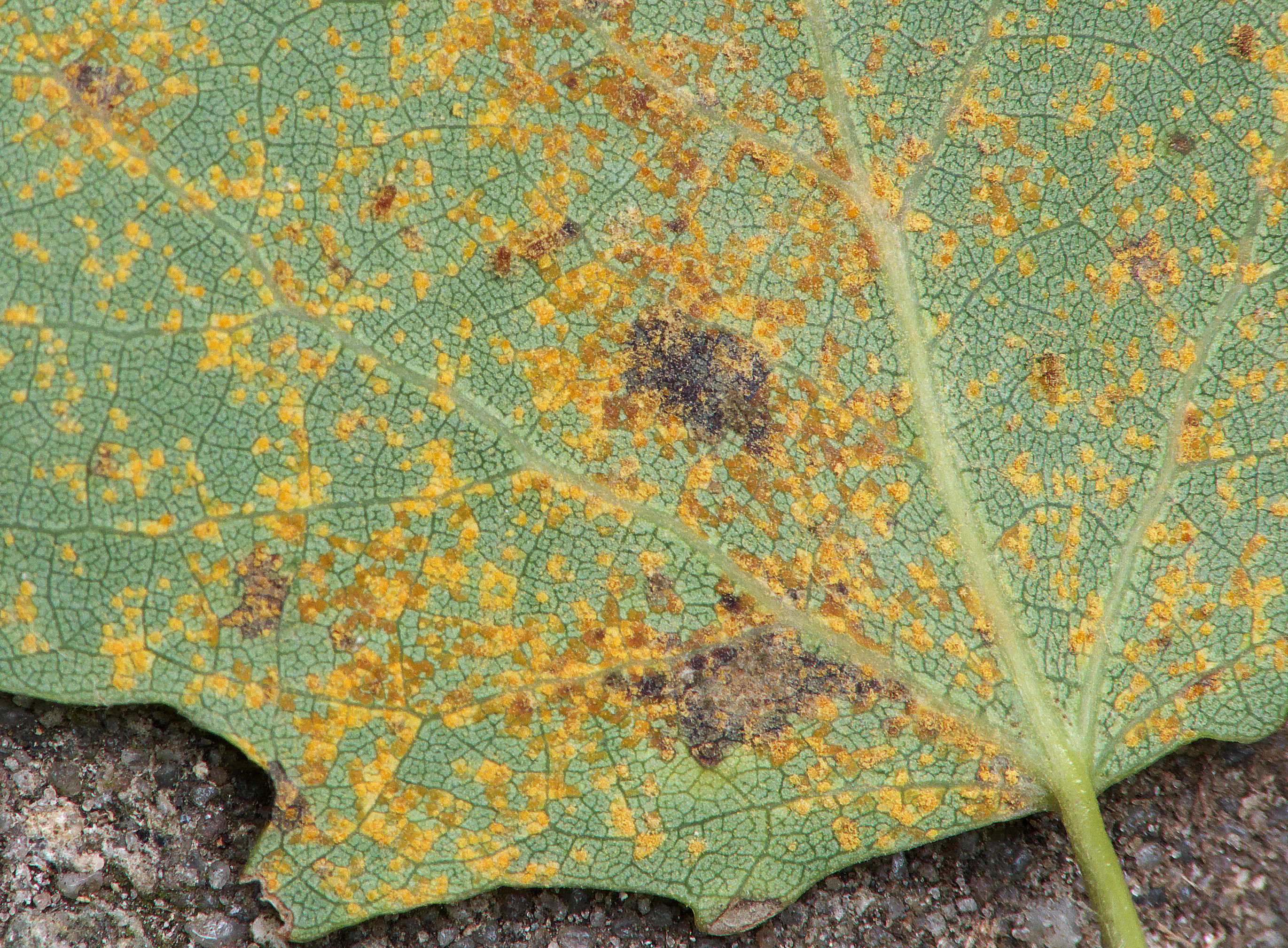
Uredosori op achterkant blad
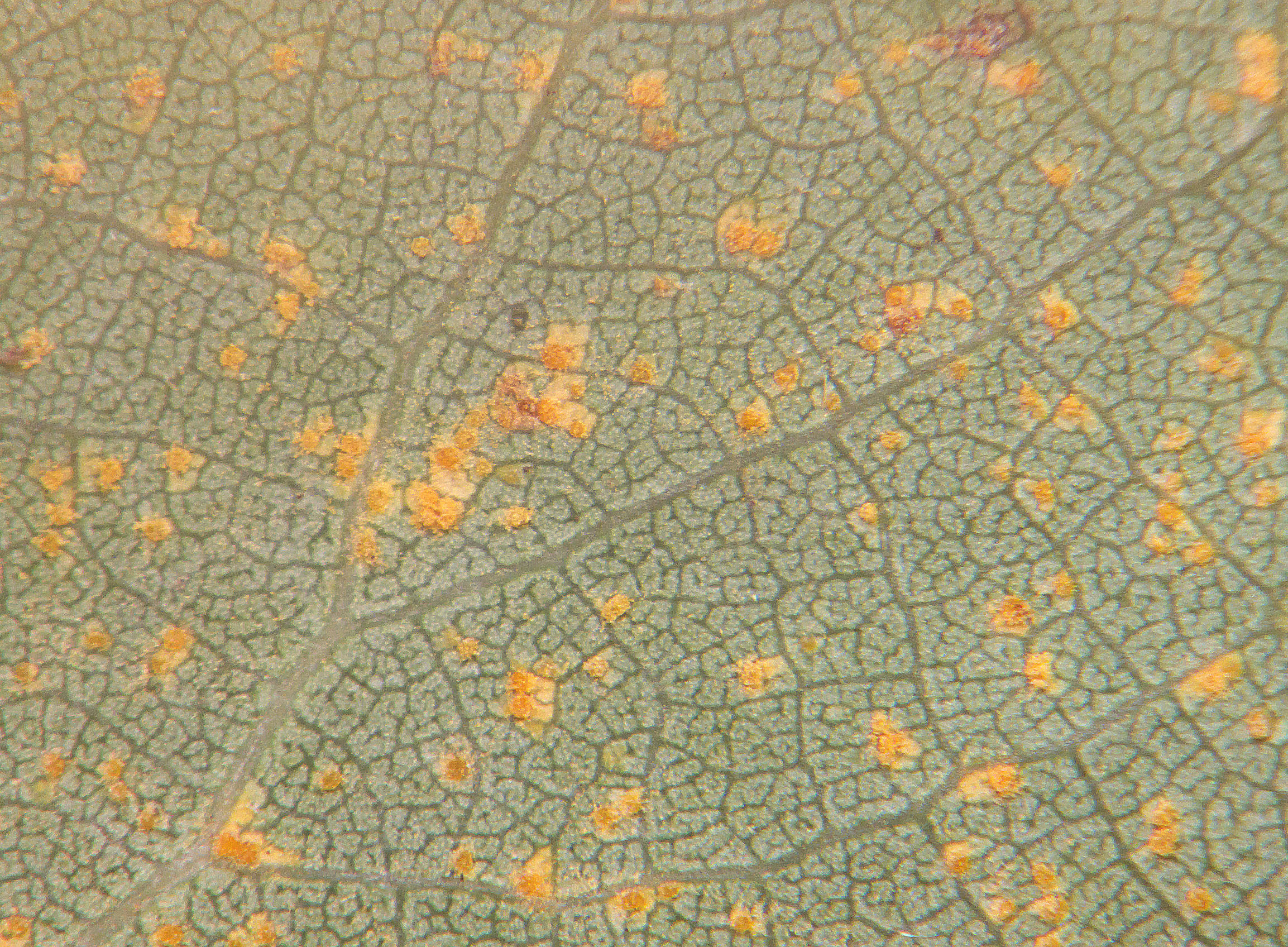
Uredosori closeup
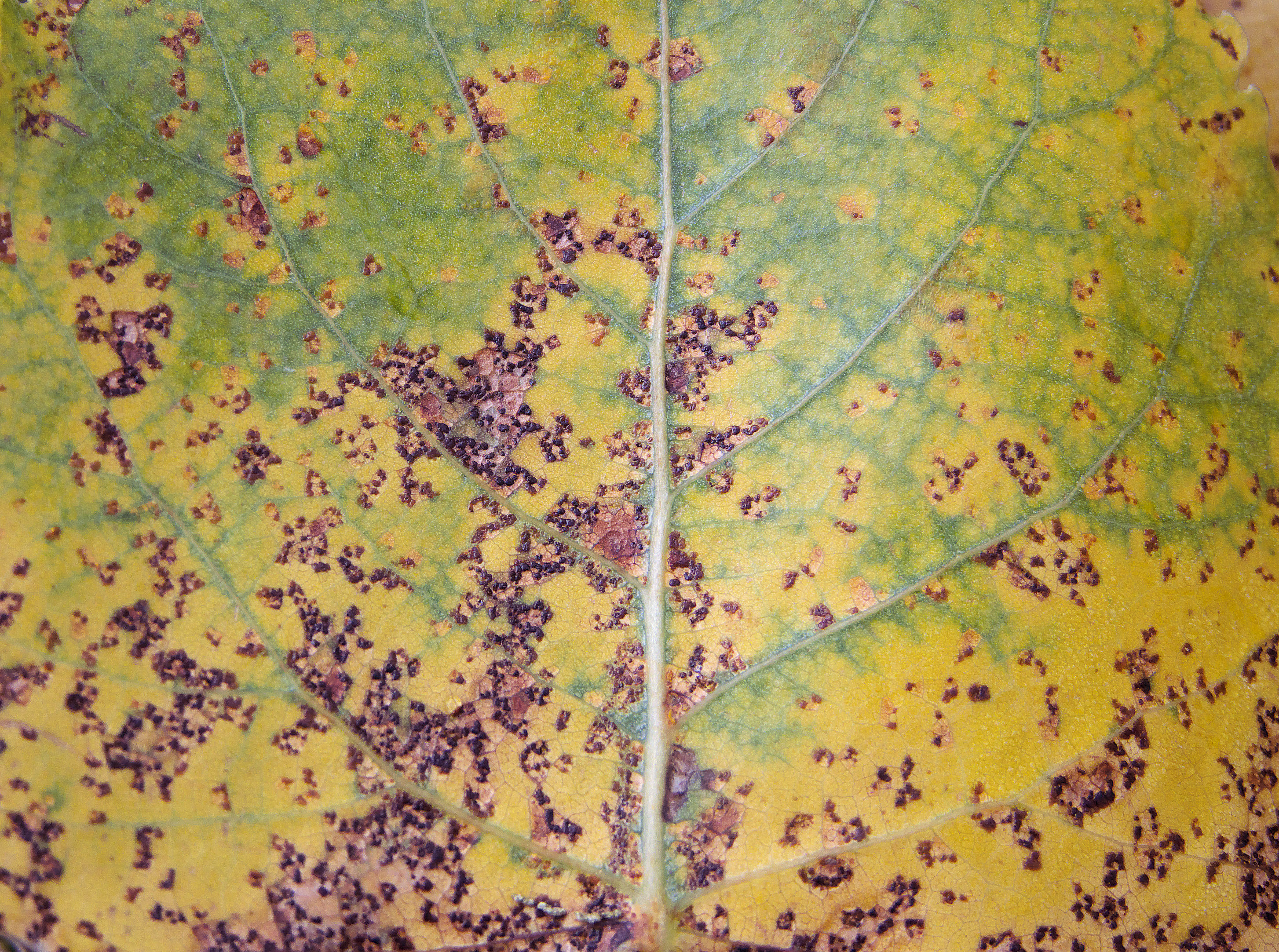
Closeup telia van Melampsora larici-populina op de Canadese populier
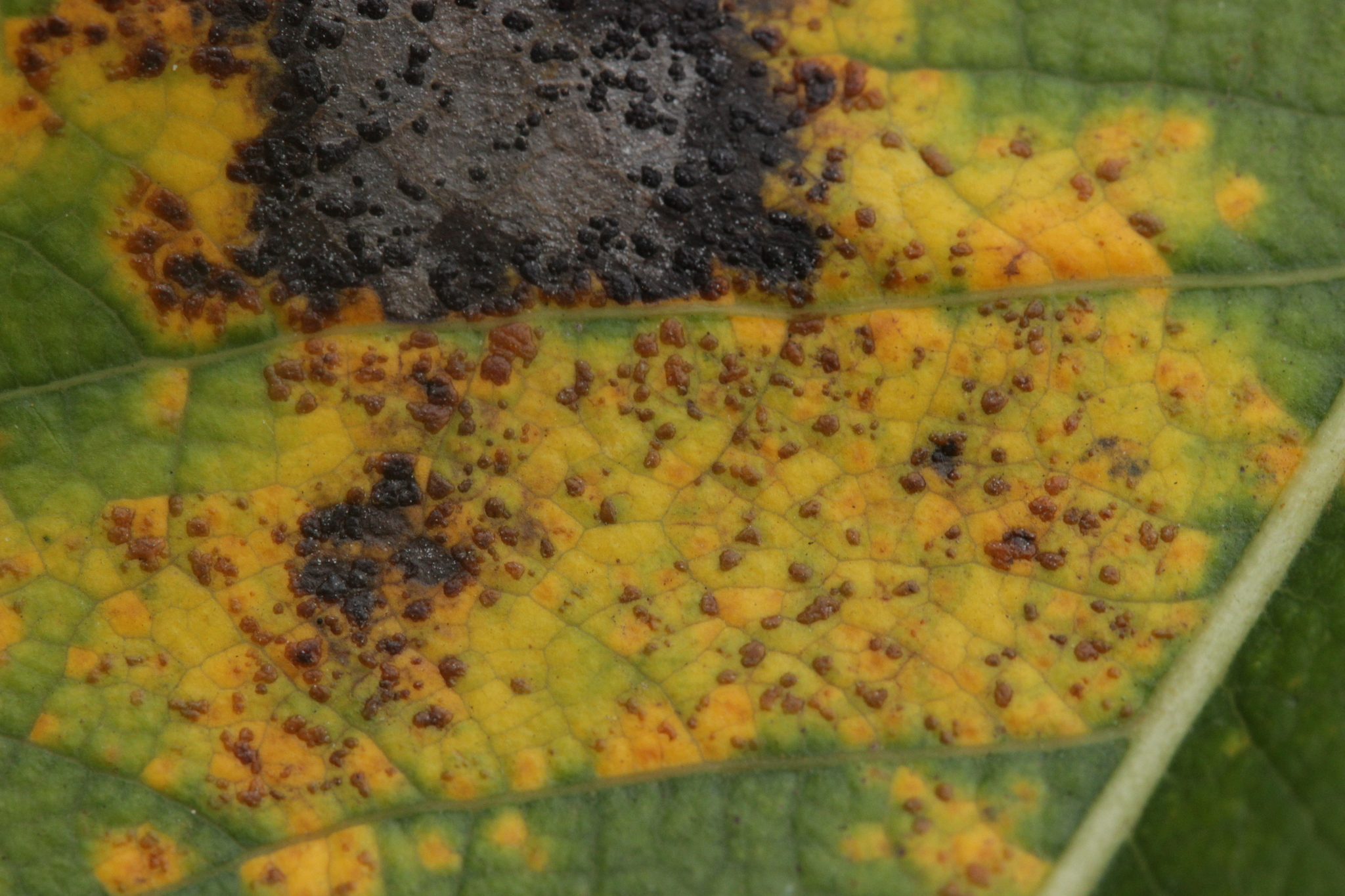
Telia
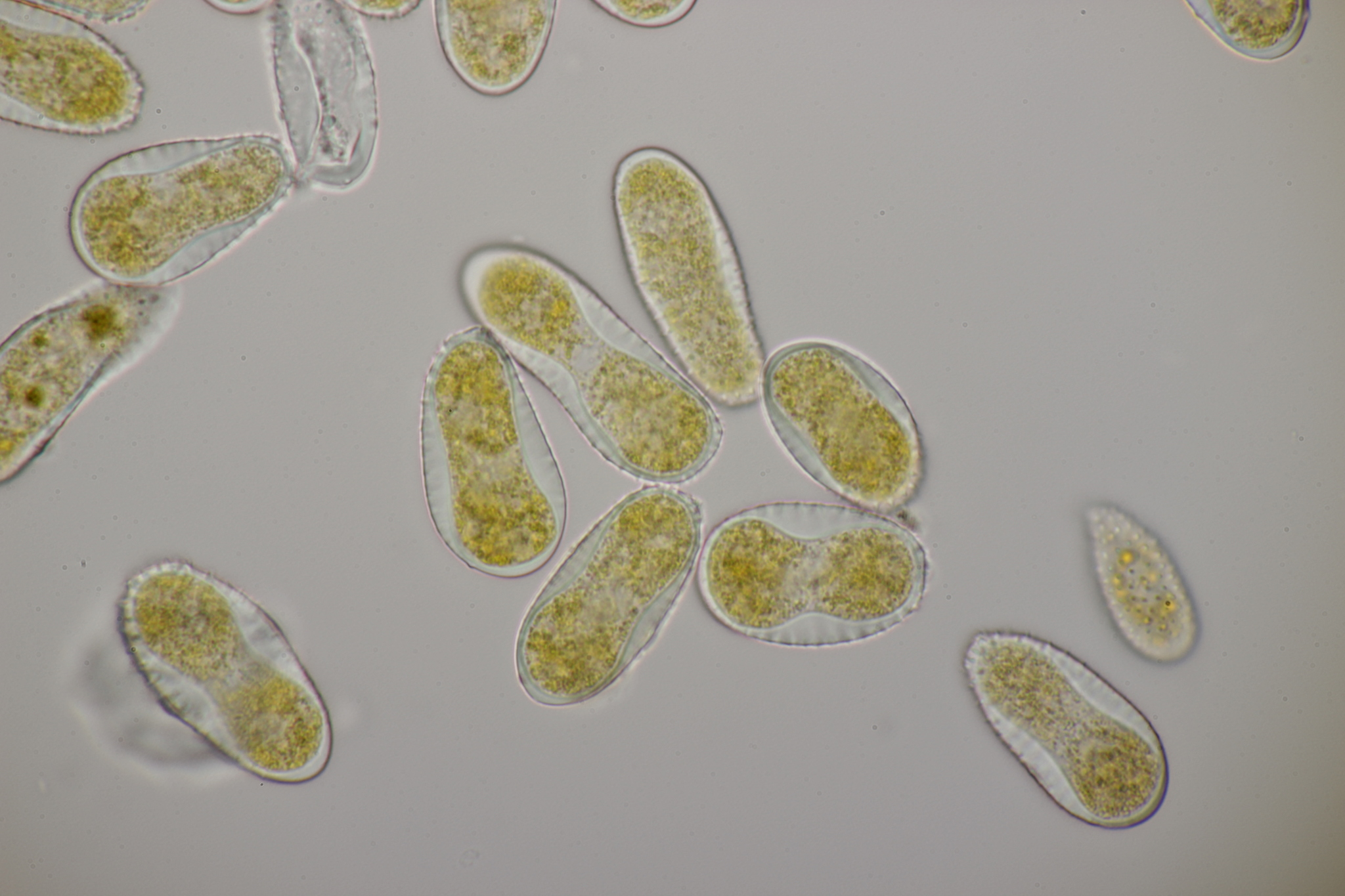
Urediniosporen
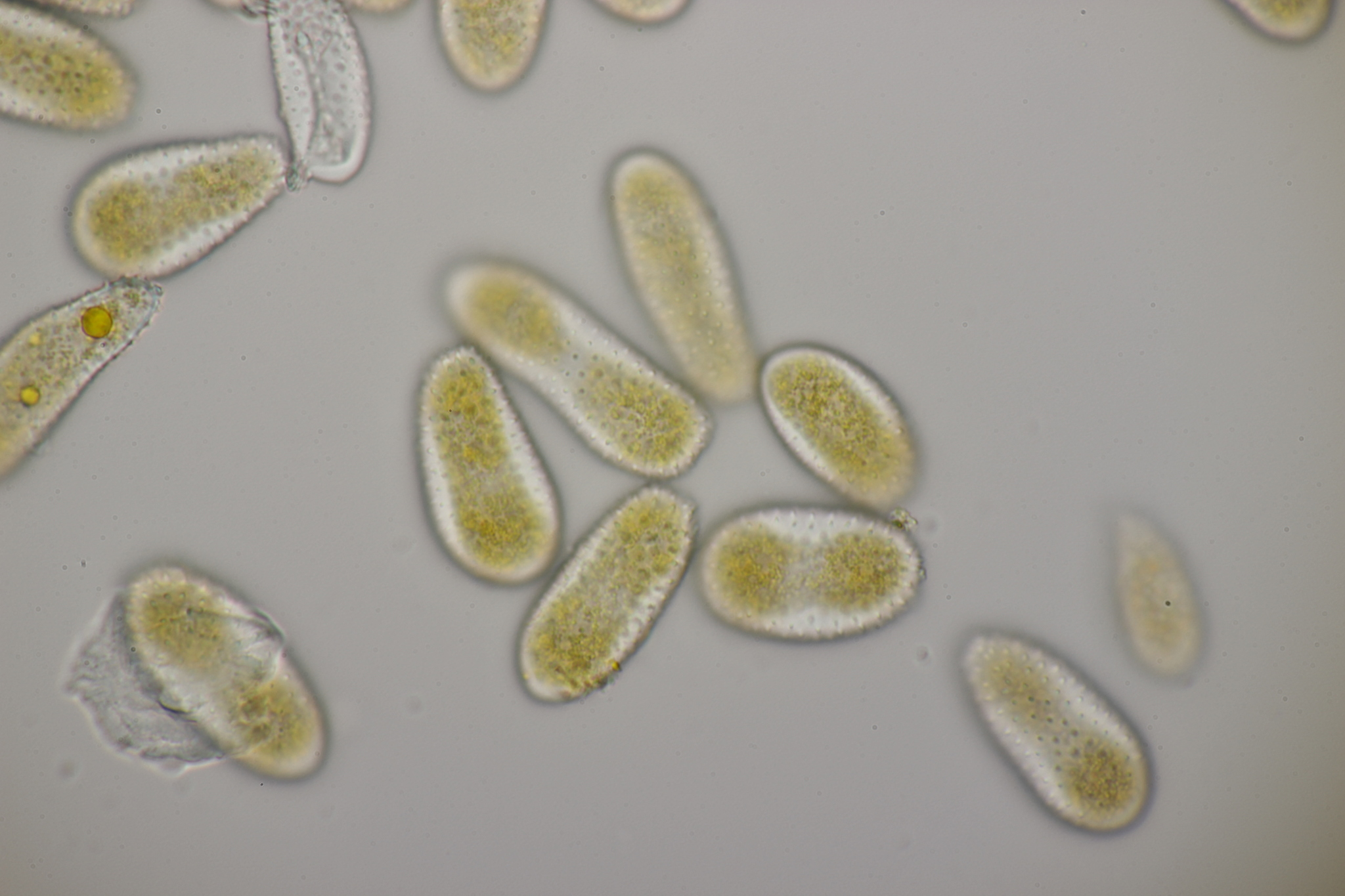
Urediniosporen
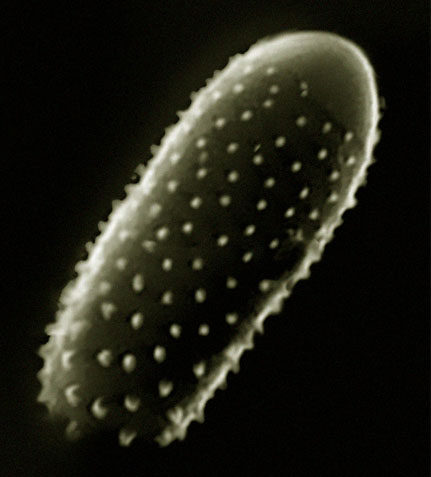
Urediniospore